# Tatra 400
Tatra 400 (interně zpočátku označované Praga 52) je typ československého trolejbusu, který byl vyráběn na přelomu 40. a 50. let 20. století.

## Konstrukce

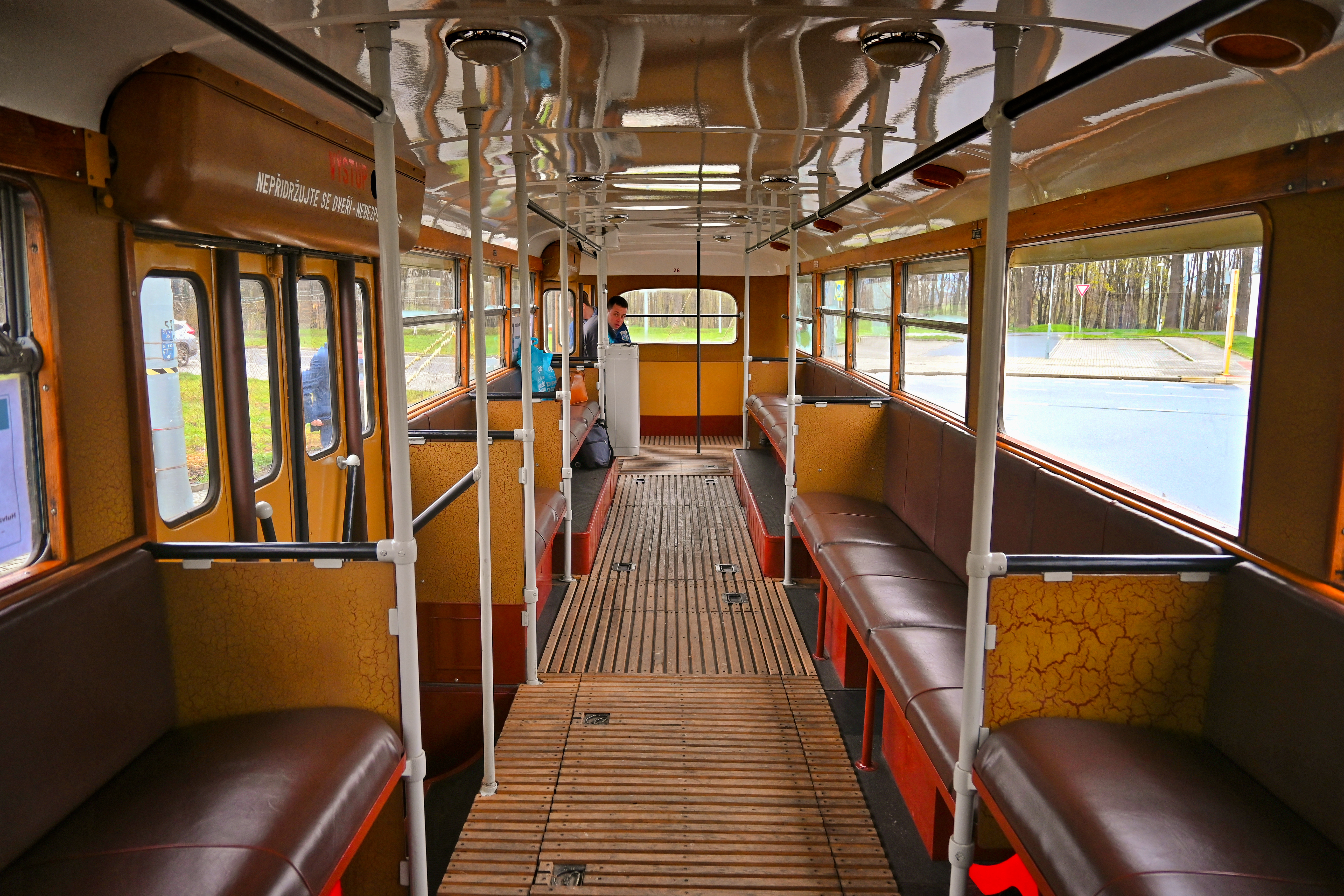
Interiér trolejbusu Tatra 400

Tatra 400 je mohutný třínápravový trolejbus se zadní hnací nápravou. Pro vůz byl využit podvozek tatrovácké koncepce s centrální nosnou rourou a s výkyvnými polonápravami, odpruženými poloeliptickými listovými pružinami, z nákladního automobilu Tatra 111, který vyráběla Tatra Kopřivnice. U prototypu čtvrté série byly zadní listové pružiny zdvojeny a doplněny teleskopickými tlumiči. Nosnou součástí podvozku byl i na centrální rouru přírubami uchycený trakční motor, v přední části bylo na rouru namontované dynamo 24 V, které zásobovalo pomocná zařízení. Za poslední nápravou byl umístěn tříválcový kompresor poháněný samostatným elektromotorem. Na rám podvozku byl upevněna karoserie (výrobce Tatra Smíchov) s celokovovou kostrou. Vnitřek vozu byl obložen dřevovláknitými deskami, které byly polepené tapetou. Sedačky pro cestující byly umístěny podélně. V pravé bočnici se nacházely troje skládací dveře (přední dvoukřídlé, ostatní čtyřkřídlé) ovládané elektropneumaticky.
Veškerá elektrická výzbroj (od společnosti ČKD Praha) s kompaundními motory byla uložena na podvozku (samozřejmě kromě sběračů), což zjednodušovalo údržbu. U vozů třetí série byl jako zdroj pohonu použit nový kompaudní sériově zapojený dvojmotor ČKD se vzájemným mechanickým propojením.
Vozy T 400 byly vyráběny ve třech výrobních sériích (ze čtvrté vznikl pouze prototyp), přičemž třetí série se od prvních dvou částečně technicky odlišuje.

## Provoz
V letech 1948 až 1955 bylo vyrobeno celkem 195 vozů.
| Současný stát | Město           | Článek | Typ | Roky dodávek | Počet vozů | Evidenční čísla při dodání | Poznámky | Zdroj |
| ------------- | --------------- | ------ | --- | ------------ | ---------- | -------------------------- | -------- | ----- |
| Česko         | Most – Litvínov | článek | 400 | 1949 – 1953  | 14 kusů    | 113, 114, 116 – 127        |          |       |
| Česko         | Ostrava         | článek | 400 | 1953         | 20 kusů    | 7 – 26                     |          |       |
| Česko         | Praha           | článek | 400 | 1948 – 1955  | 136 kusů   | 325 – 460                  |          |       |
| Slovensko     | Bratislava      | článek | 400 | 1953 – 1954  | 25 kusů    | 91 – 115                   |          |       |

Posledními městy, kde byly v provozu tyto trolejbusy, byly Ostrava a Praha, kde vozy T 400 dojezdily v roce 1972.

## Historické vozy
- Bratislava (ex Praha ev.č. 368)
- Brno (ve sbírce Technického muzea ostravský vůz ev. č. 19)
- Ostrava (vůz ev.č. 26/II ex Praha ev.č. 441)
- Praha (vůz ev.č. 431)